# Высоко (альбом)
«Высоко» — первый студийный альбом певицы Юлии Савичевой, выпущенный 29 марта 2005 года компанией «Монолит». Издание содержит буклет с фотографиями и дополнительной информацией. На три песни этого альбома были сняты видеоклипы.
Переиздавался в 2010, 2019 годах.

## Реакция критики
Алексей Мажаев из InterMedia дал альбому смешанную оценку. По его мнению большинство песен пластинки не смогли дотянуть до планки, заданной песнями «Высоко» и «Прости за любовь». "Видимо, дело в высокой планке, которую задал Максим Фадеев, написав первые песни для своей подопечной из «Фабрики звезд-2» Юлии Савичевой. Горе от ума: дебют оказался настолько сильным и непохожим на все остальное «фабрикантское» «творчество», что никто не понял, куда развивать проект дальше и где взять ещё таких произведений", — писал критик.

## Список композиций
| №   | Название             | Текст песни                                 | Музыка          | Аранжировка                                                | Длительность |
| --- | -------------------- | ------------------------------------------- | --------------- | ---------------------------------------------------------- | ------------ |
| 1.  | «Высоко»             | Ирина Секачёва                              | Максим Фадеев   | М. Фадеев                                                  | 4:54         |
| 2.  | «Корабли»            | И. Секачёва                                 | М. Фадеев       | М. Фадеев                                                  | 4:09         |
| 3.  | «Отпусти меня»       | Александр Сахаров                           | Евгений Никулин | Е. Никулин, Геннадий Гаев, Анатолий Караваев, Роман Слатин | 3:26         |
| 4.  | «Стоп»               | И. Секачёва                                 | Е. Никулин      | Е. Никулин, Г. Гаев, А. Караваев, Р. Слатин                | 3:45         |
| 5.  | «Прощай, моя любовь» | И. Секачёва                                 | М. Фадеев       | М. Фадеев                                                  | 4:43         |
| 6.  | «Пока»               | И. Секачёва, Е. Никулин                     | Е. Никулин      | Е. Никулин, Г. Гаев, А. Караваев, Р. Слатин                | 3:40         |
| 7.  | «Всё для тебя»       | И. Секачёва                                 | М. Фадеев       | Андрей Харченко                                            | 3:38         |
| 8.  | «Бежать, лететь»     | И. Секачёва, Е. Никулин                     | Е. Никулин      | Е. Никулин, Г. Гаев, А. Караваев, Р. Слатин                | 4:12         |
| 9.  | «Прости за любовь»   | И. Секачёва                                 | М. Фадеев       | А. Харченко                                                | 4:07         |
| 10. | «Я с тобой»          | И. Секачёва                                 | Е. Никулин      | Е. Никулин, Г. Гаев, А. Караваев, Р. Слатин                | 3:53         |
| 11. | «Believe Me»         | М.Фадеев, Бренда Лоринг (Марина Бородицкая) | М. Фадеев       | А. Харченко                                                | 2:45         |

## Видеоклипы
- «Высоко» (2003)
- «Прости за любовь» (2004)
- «Стоп» (2005)

## Участники записи
- Артём Фадеев — сведение, мастеринг
- Евгений Никулин — сведение
- Андрей Харченко — сведение
- Ирина Секачёва — дизайн обложки
- Юлия Савичева — буклет

## Награды и номинации
| Год  | Награда                 | Номинированная работа | Категория                       | Результат |
| ---- | ----------------------- | --------------------- | ------------------------------- | --------- |
| 2003 | Золотой граммофон       | Высоко (песня)        | Статуэтка «Золотого граммофона» | Победа    |
| 2003 | Песня года              | Высоко (песня)        | Лауреат                         | Победа    |
| 2004 | Евровидение             | Believe Me            |                                 | 11 место  |
| 2004 | Золотой граммофон       | Прости за любовь      | Статуэтка «Золотого граммофона» | Победа    |
| 2004 | Радио Поток             | Прости за любовь      | Лучшие песни 2004 года          | Победа    |
| 2004 | MTV Russia Music Awards | Высоко (песня)        | Лучшая песня                    | Номинация |
| 2005 | Золотой граммофон       | Стоп                  | Статуэтка «Золотого граммофона» | Номинация |
| 2005 | Новые песни о главном   | Отпусти меня          | Лауреат                         | Номинация |
| 2006 | Рекордъ                 | Высоко (альбом)       | Дебютный альбом года            | Номинация |